# Mjöasjö, Skåne
Mjöasjö är en sjö i Osby kommun i Skåne och ingår i Helge ås huvudavrinningsområde. Sjön är 3,1 meter djup, har en yta på 0,167 kvadratkilometer och befinner sig 133,3 meter över havet. Vid provfiske har abborre och gädda fångats i sjön.

## Delavrinningsområde
Mjöasjö ingår i det delavrinningsområde (624457-139614) som SMHI kallar för Ovan Glimån. Medelhöjden är 113 meter över havet och ytan är 54,94 kvadratkilometer. Det finns ett avrinningsområde uppströms, och räknas det in blir den ackumulerade arean 83,29 kvadratkilometer. Kilingaån (Rumperödsån) som avvattnar avrinningsområdet har biflödesordning 2, vilket innebär att vattnet flödar genom totalt 2 vattendrag innan det når havet efter 65 kilometer. Avrinningsområdet består mestadels av skog (74 %) och jordbruk (14 %). Avrinningsområdet har 0,23 kvadratkilometer vattenytor vilket ger det en sjöprocent på 0,4 %. Bebyggelsen i området täcker en yta av 0,32 kvadratkilometer eller 1 % av avrinningsområdet.